# Місячне затемнення 27 липня 2018 року
| Повне затемнення Місяця 27 липня 2018                                                         | Повне затемнення Місяця 27 липня 2018 |
| --------------------------------------------------------------------------------------------- | ------------------------------------- |
| Місяць пройде через центр тіні Землі. (екліптика на зображенні горизонтальна, північ — угорі) |                                       |
| Сарос                                                                                         | 129 (38 із 71)                        |
| Гамма                                                                                         | +0,1168                               |
| Тривалість затемнення (год:хв:сек)                                                            |                                       |
| Повного                                                                                       | 1:42:57                               |
| Тіньового                                                                                     | 3:54:32                               |
| Півтіньового                                                                                  | 6:13:48                               |
| Явища (UTC)                                                                                   |                                       |
| P1                                                                                            | 17:14:49                              |
| U1                                                                                            | 18:24:27                              |
| U2                                                                                            | 19:30:15                              |
| Найбільша фаза                                                                                | 20:21:44                              |
| U3                                                                                            | 21:13:12                              |
| U4                                                                                            | 22:19:00                              |
| Р4                                                                                            | 23:28:37                              |
| Затемнення у Вікісховищі                                                                      |                                       |

Повне затемнення Місяця відбулося 27 липня 2018. Місяць пройшов через центр тіні Землі. Це перше центральне місячне затемнення з 15 червня 2011 року.
Оскільки під час цього затемнення Місяць перебував поблизу апогею, де його рух орбітою найповільніший, воно було найдовшим повним місячним затемненням XXI століття. Його загальна тривалість — 103 хвилини.
Це затемнення стало другим повним затемненням Місяця 2018 року після затемнення 31 січня.
Для цього моменту:
- Сонце мало: пряме піднесення 8 год 28 хв 22,0 с, схилення +19°04′25,2′′, кутовий радіус 15′45,0′′, горизонтальний паралакс 8,7′′.
- Місяць: пряме піднесення — 20 год 28 хв 18,2 с, схилення –18°58′10,6′′, радіус 14′42,7′′, горизонтальний паралакс 53′59,7′′.

## Видимість

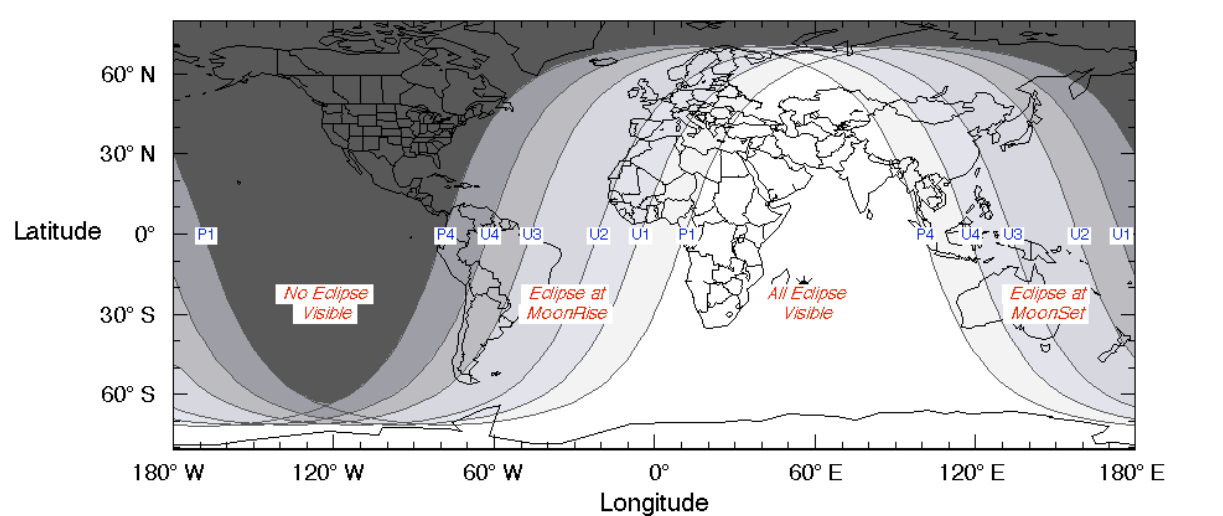
Карта видимості затемнення

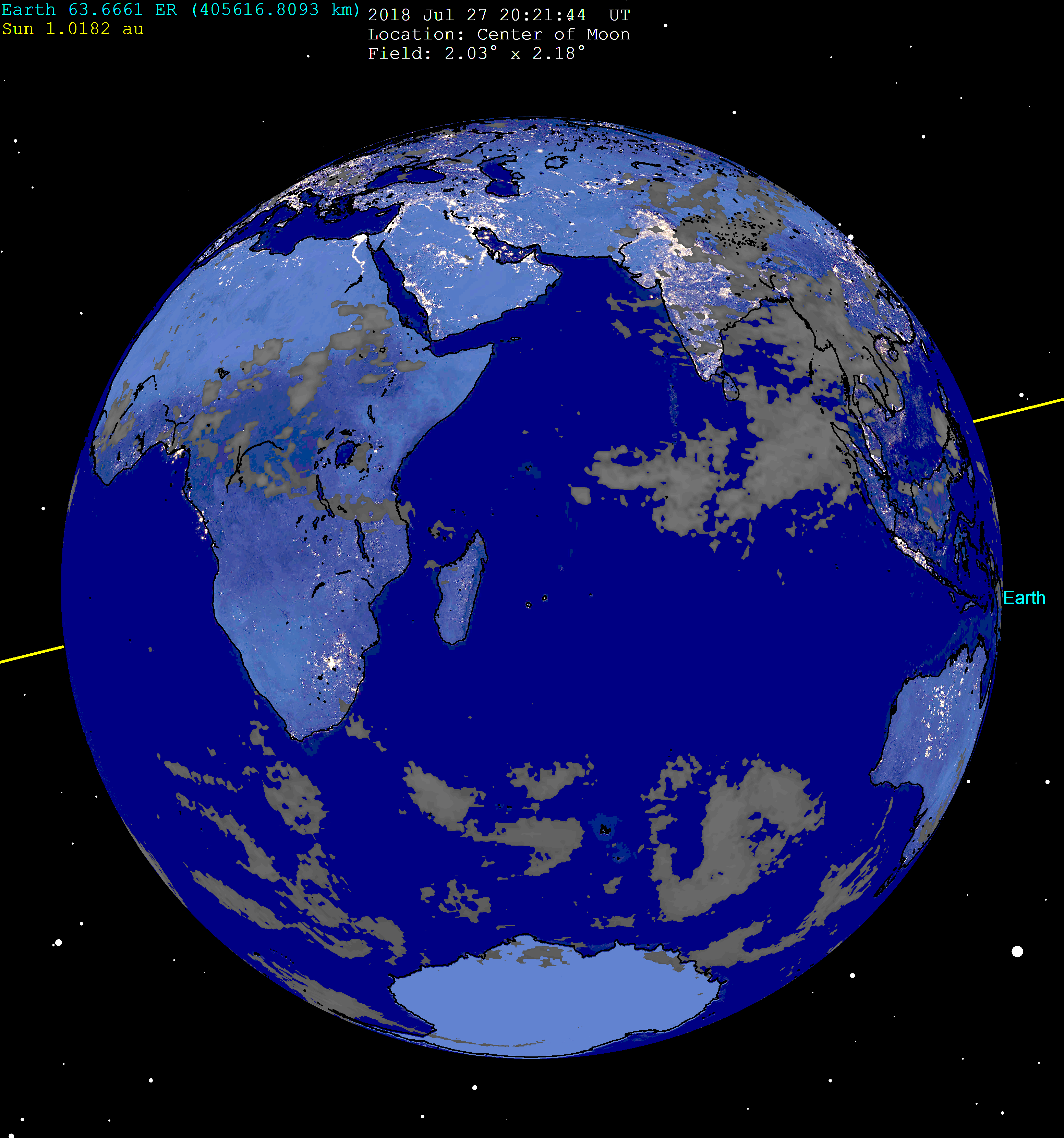
Вигляд Землі з Місяця в момент максимуму затемнення

Затемнення можна було повністю спостерігати в Східній Африці і Центральній Азії, початок затемнення — у Південній Америці, Західній Африці і Європі, закінчення — у Східній Азії та Австралії. В Україні було видно майже всі фази, проте на більшій частині території країни спостереження були ускладнені або неможливі через дощову погоду.

## Діаграма
Наступна модель показує приблизний вигляд проходження Місяця через тінь Землі. Яскравість Місяця в тіні збільшено. Південна частина Місяця знаходиться ближче до центру тіні, завдяки чому виглядає найбільш темною і червоною.

## Галерея

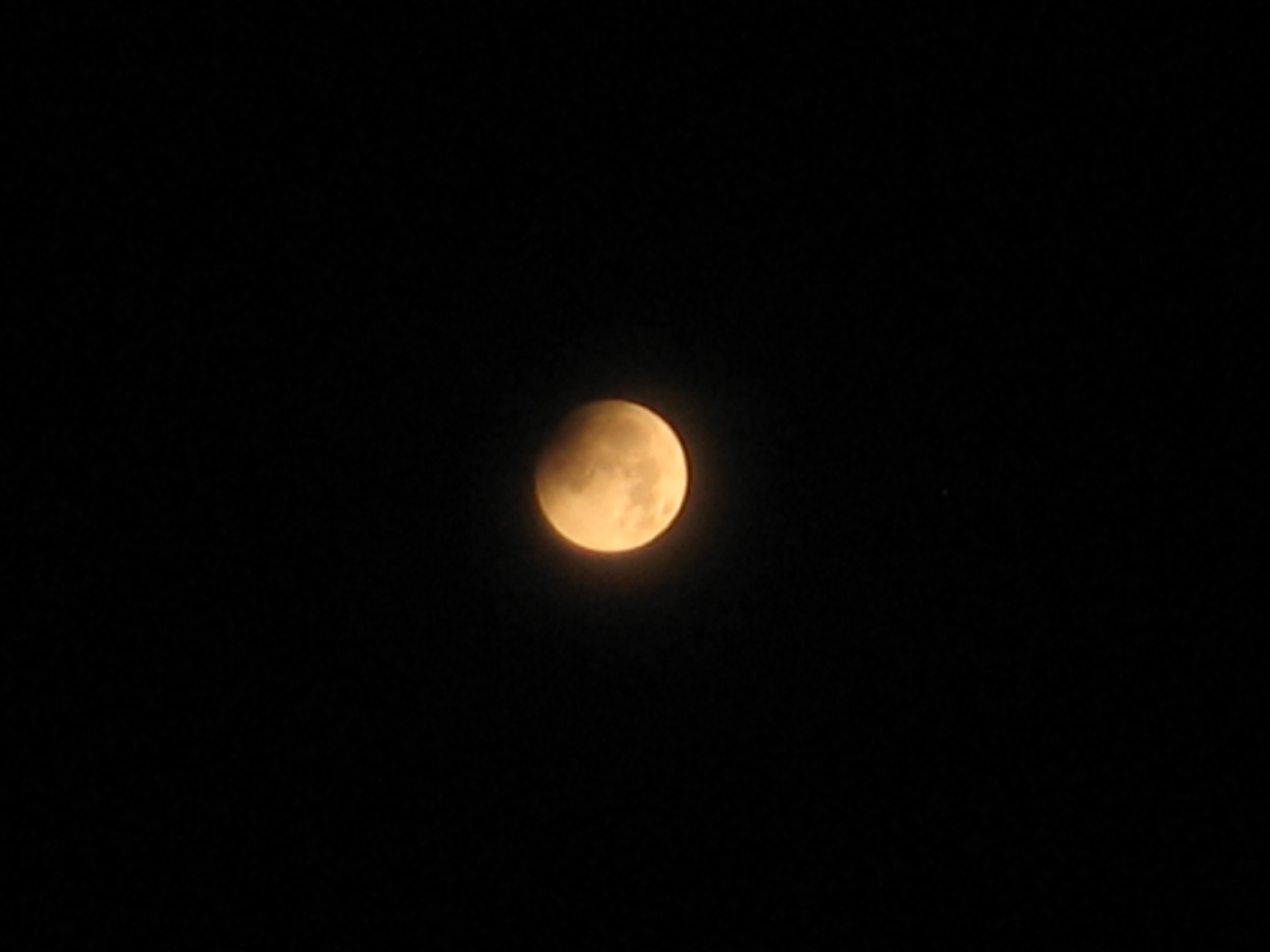
Часткове затемнення, спостереження з Нанкіну, Китай, 18:25 UTC
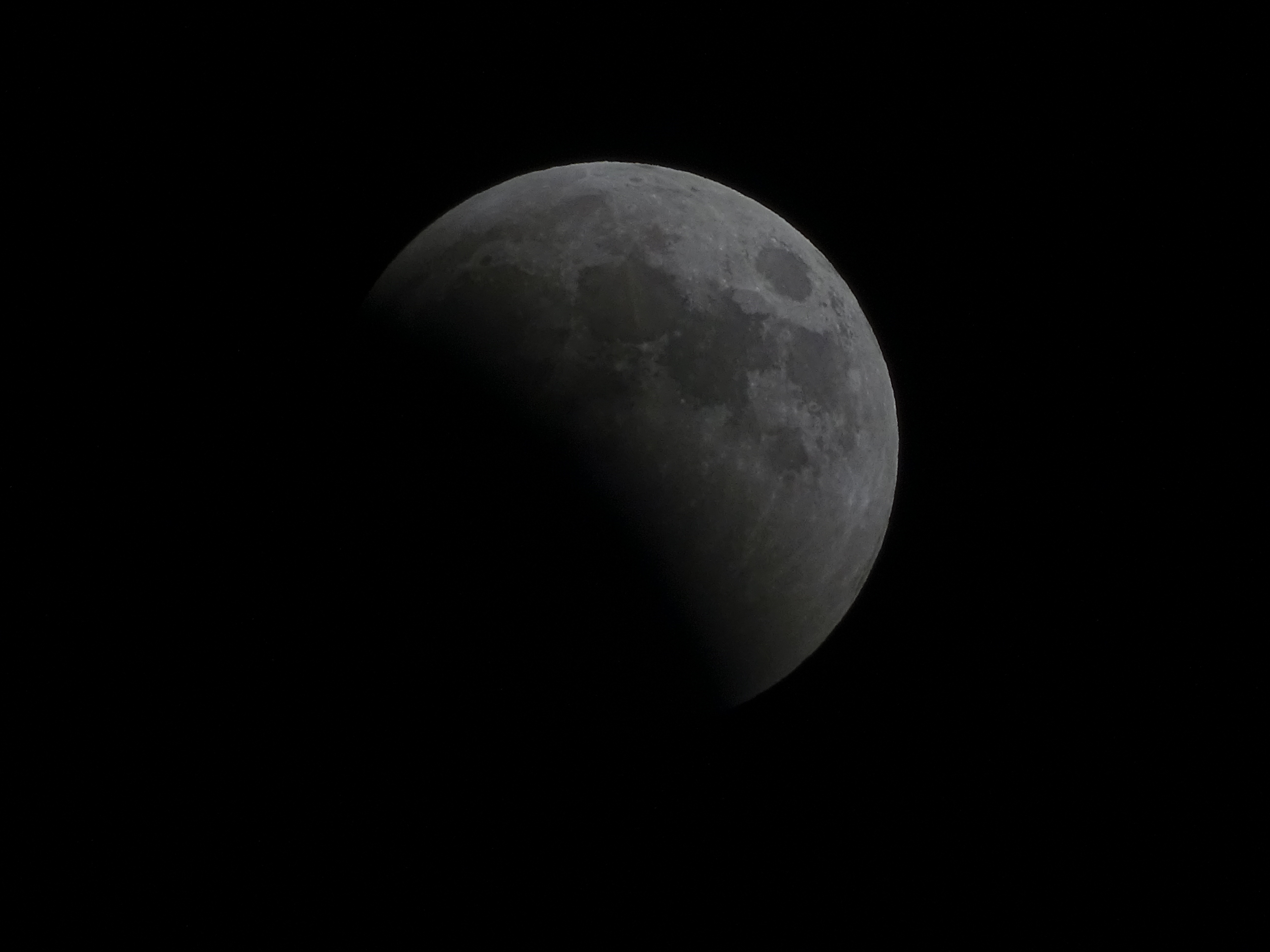
Початок затемнення, Афіни, Греція, 18:52 UTC
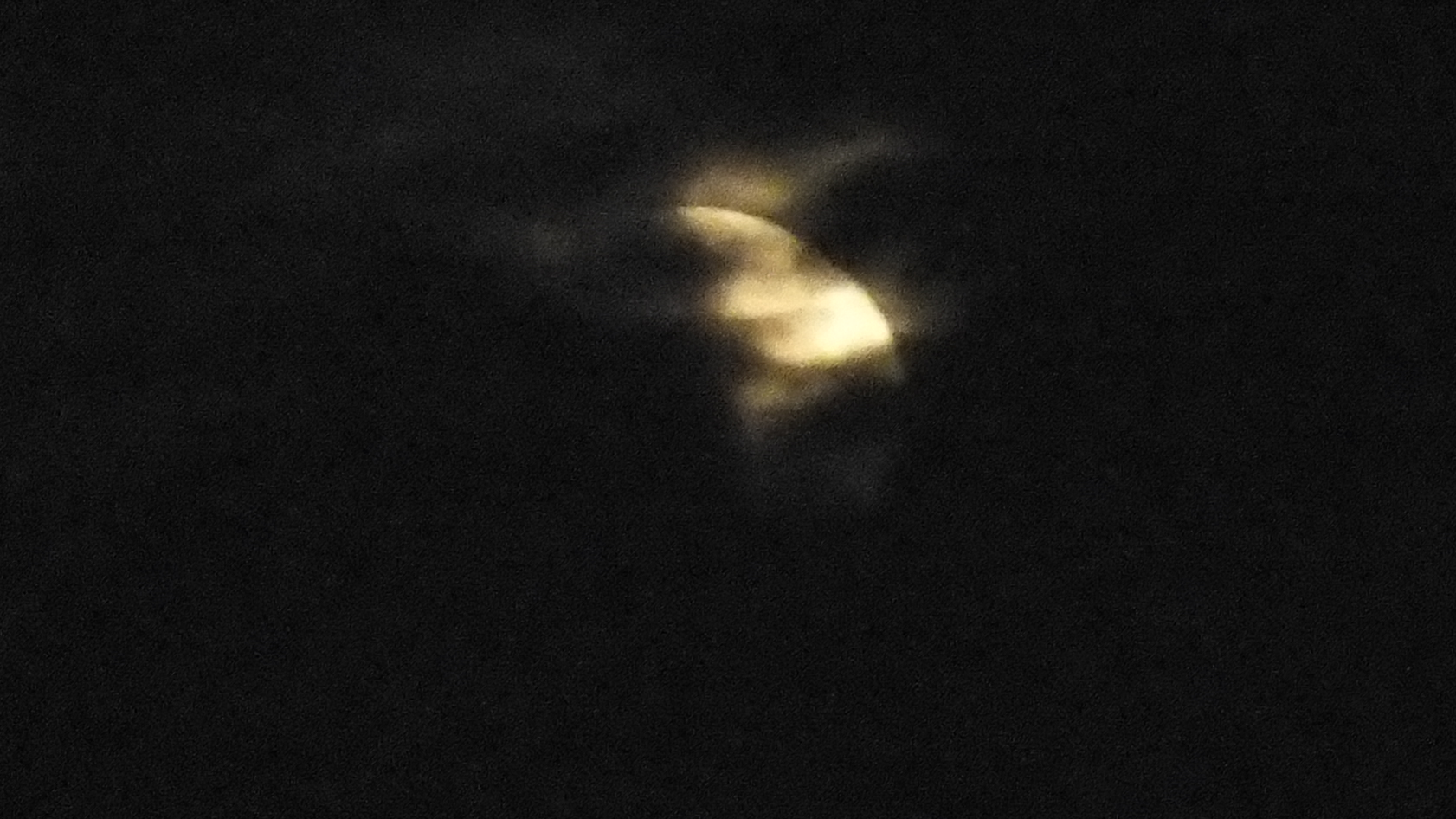
Спостереження з Москви, (Місяць у хмарах), 19:12 UTC
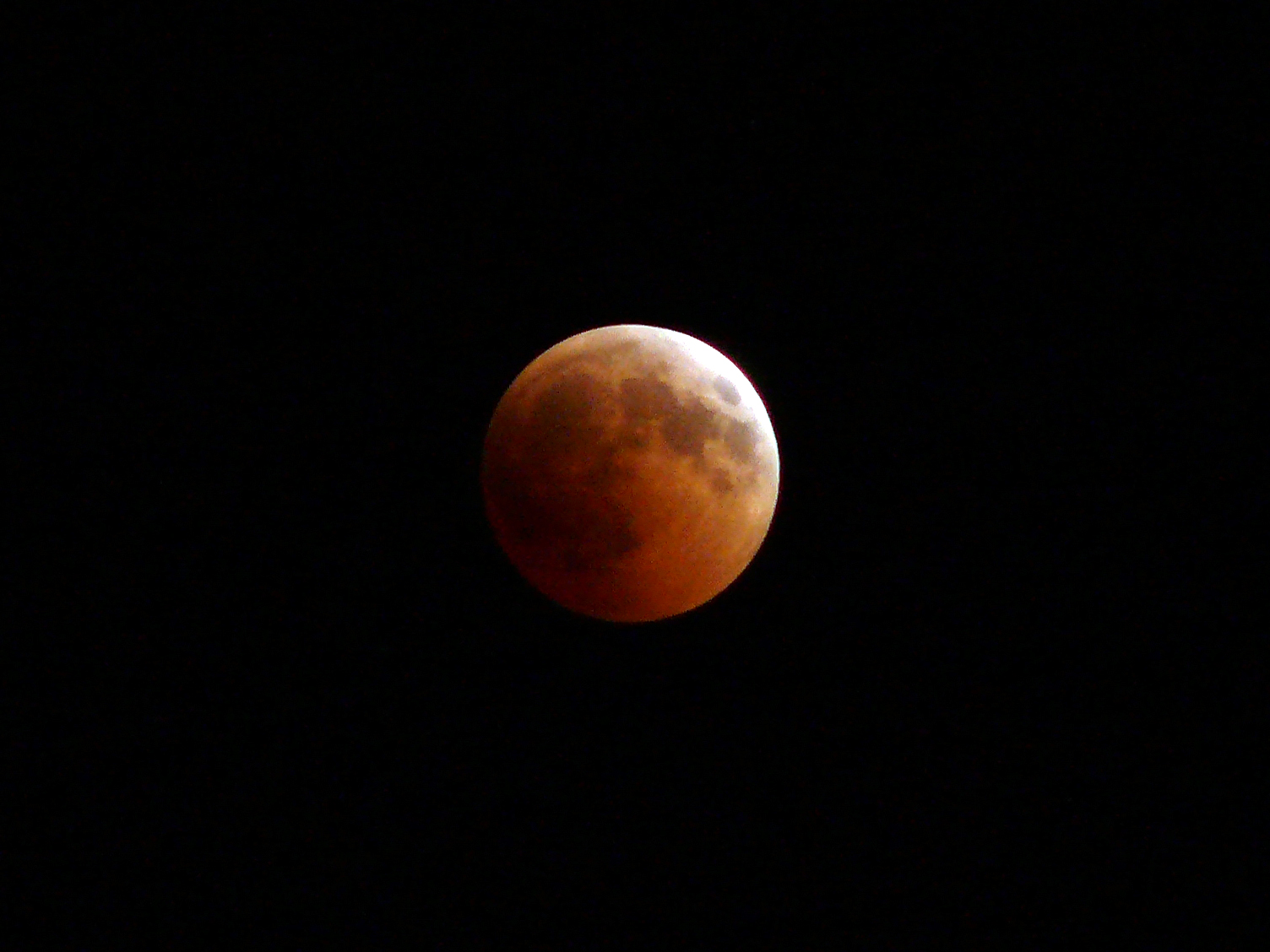
Лімасол, Кіпр, 19:27 UTC
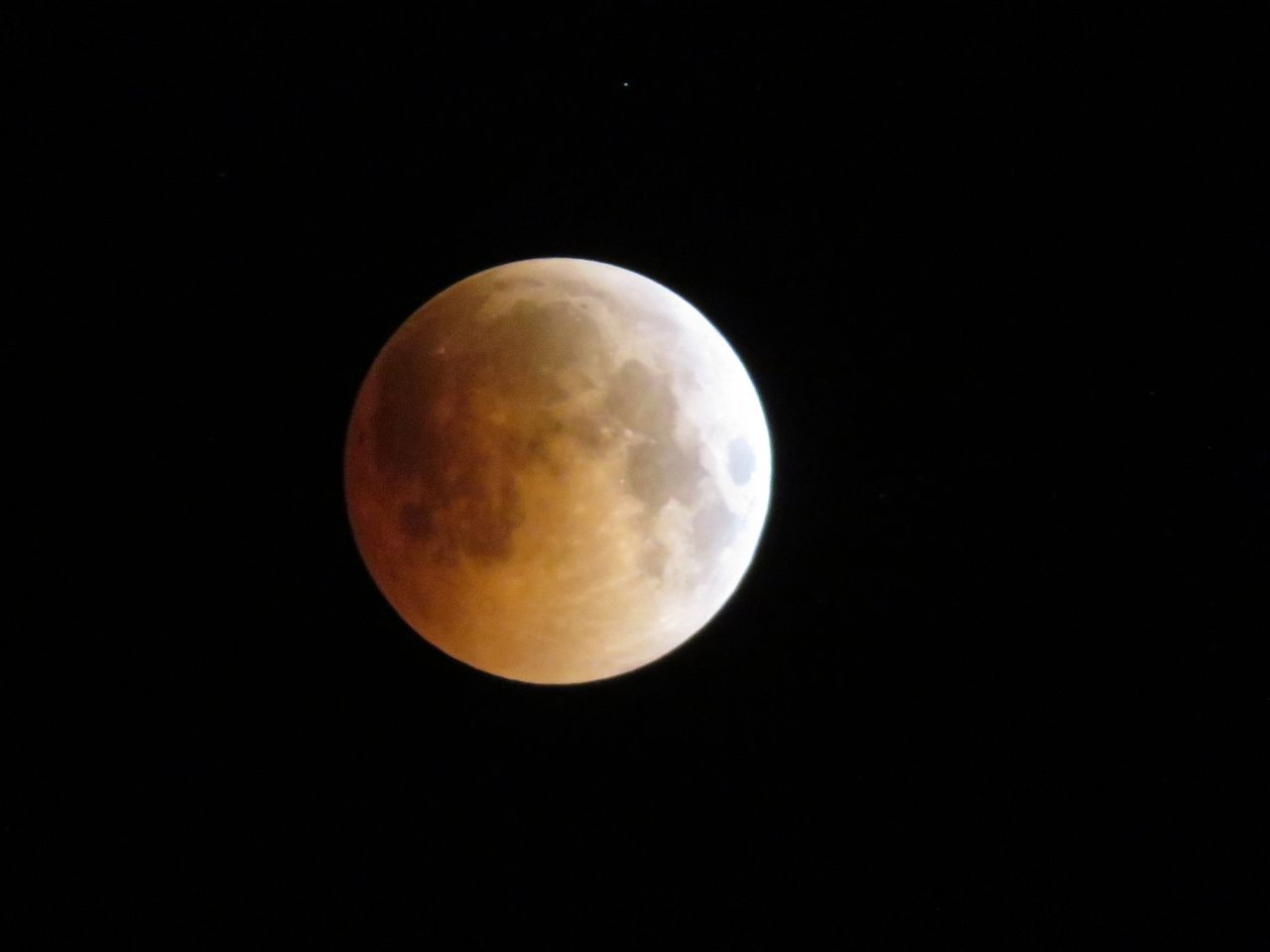
Ташкент, Узбекистан, 19:32 UTC
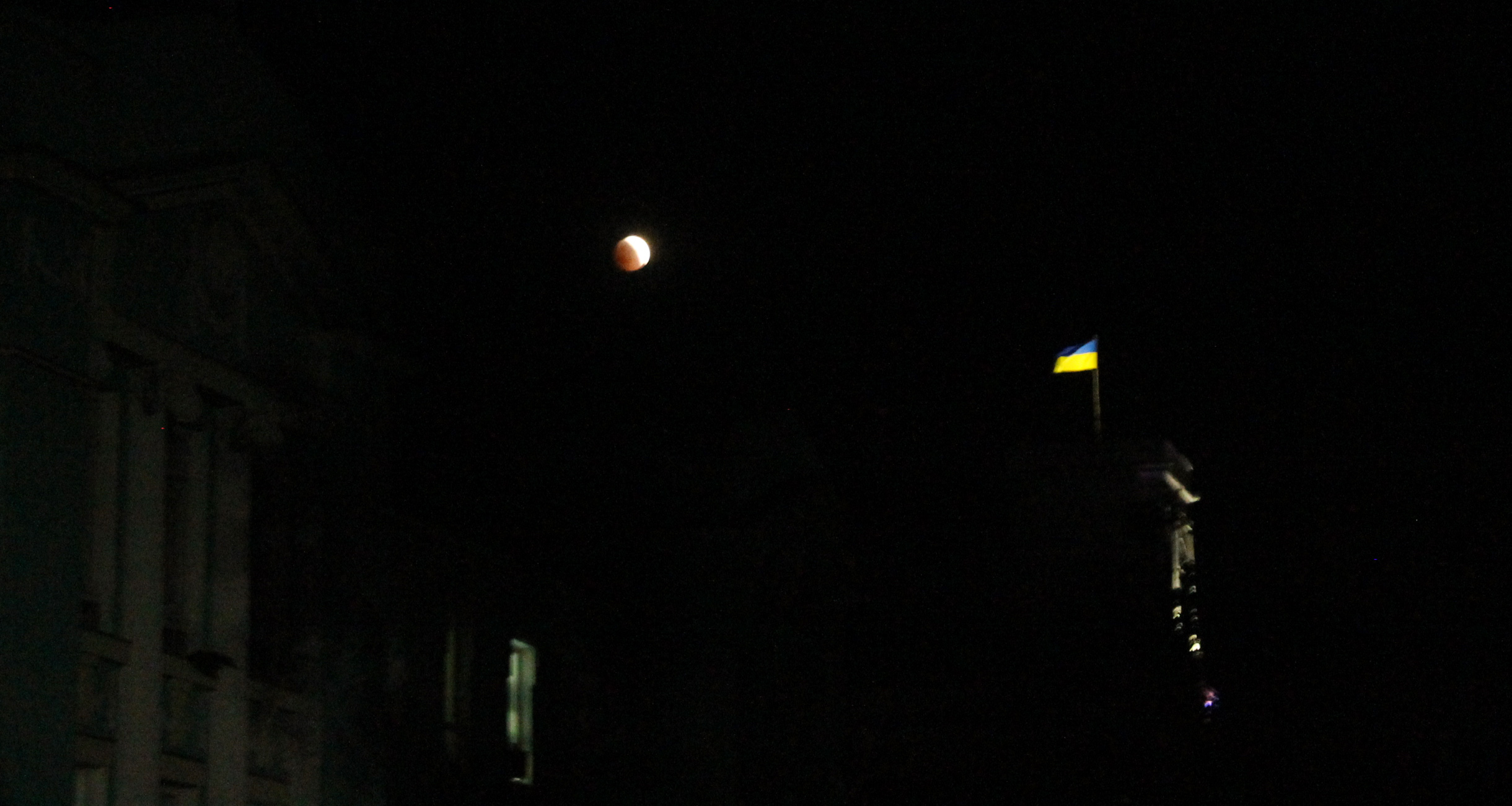
Херсон (на тлі районної ради), Україна, 19:32 UTC
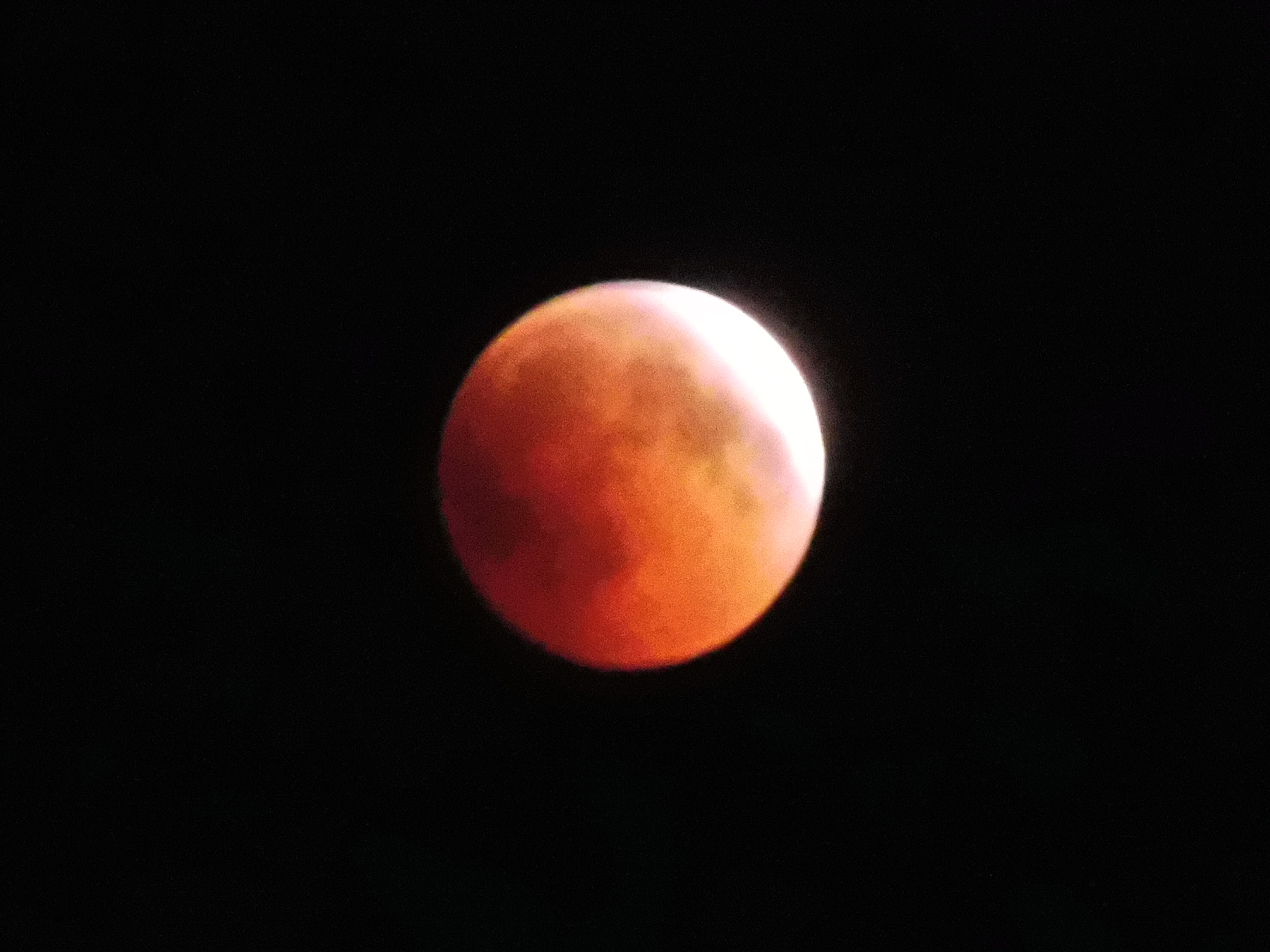
Єрусалим, Ізраїль, 19:33 UTC
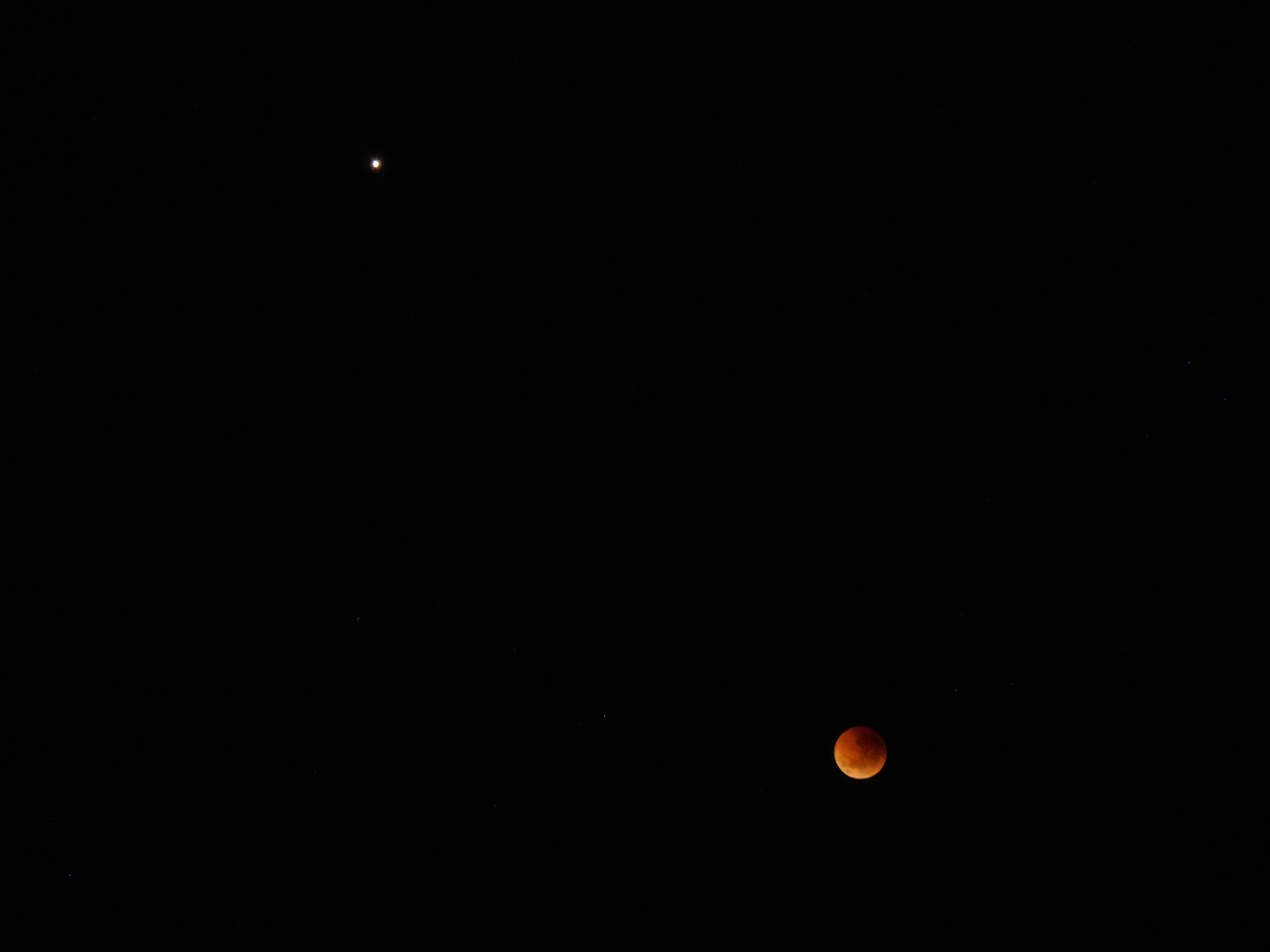
Челсі, Австралія, 19:48 UTC
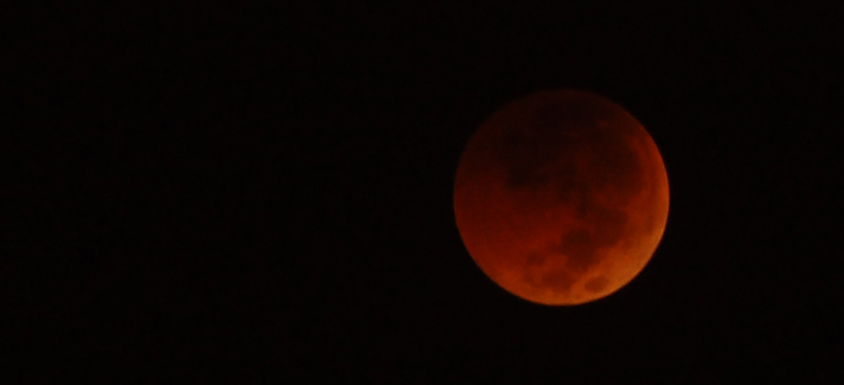
Давао, Філіппіни, 19:52 UTC
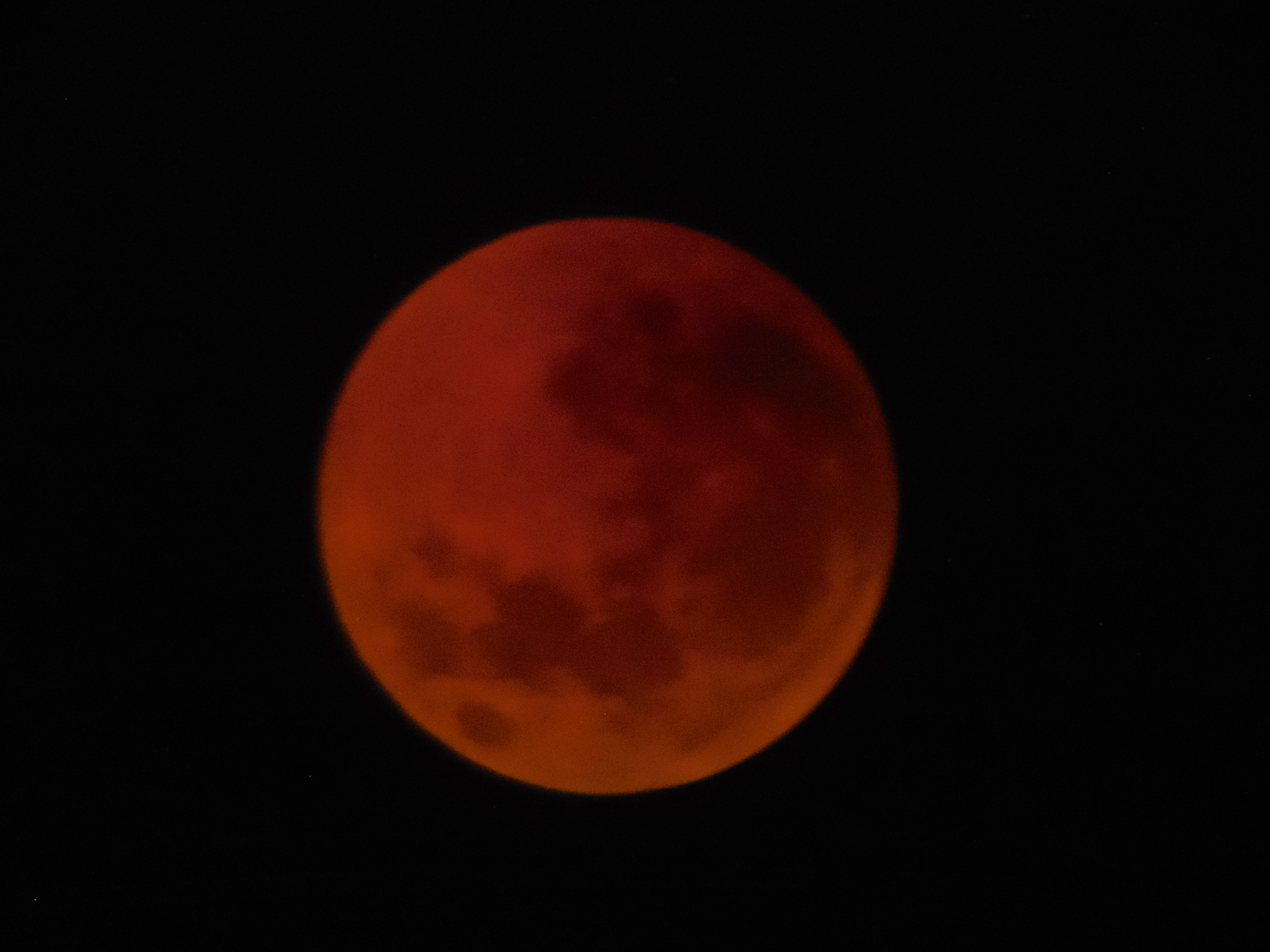
Челсі, Австралія, 20:07 UTC
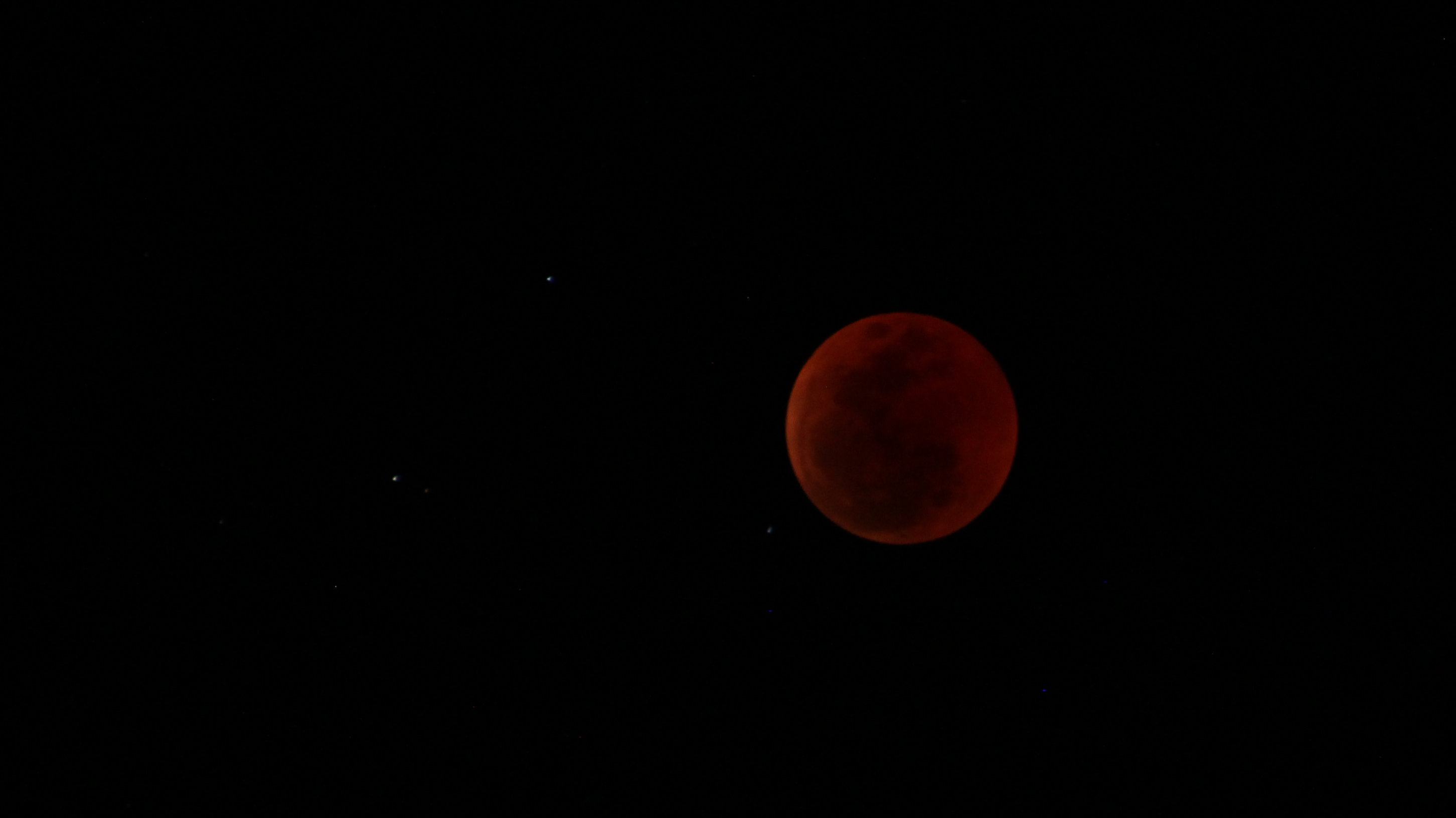
Gaborone, Ботсвана, 20:11 UTC
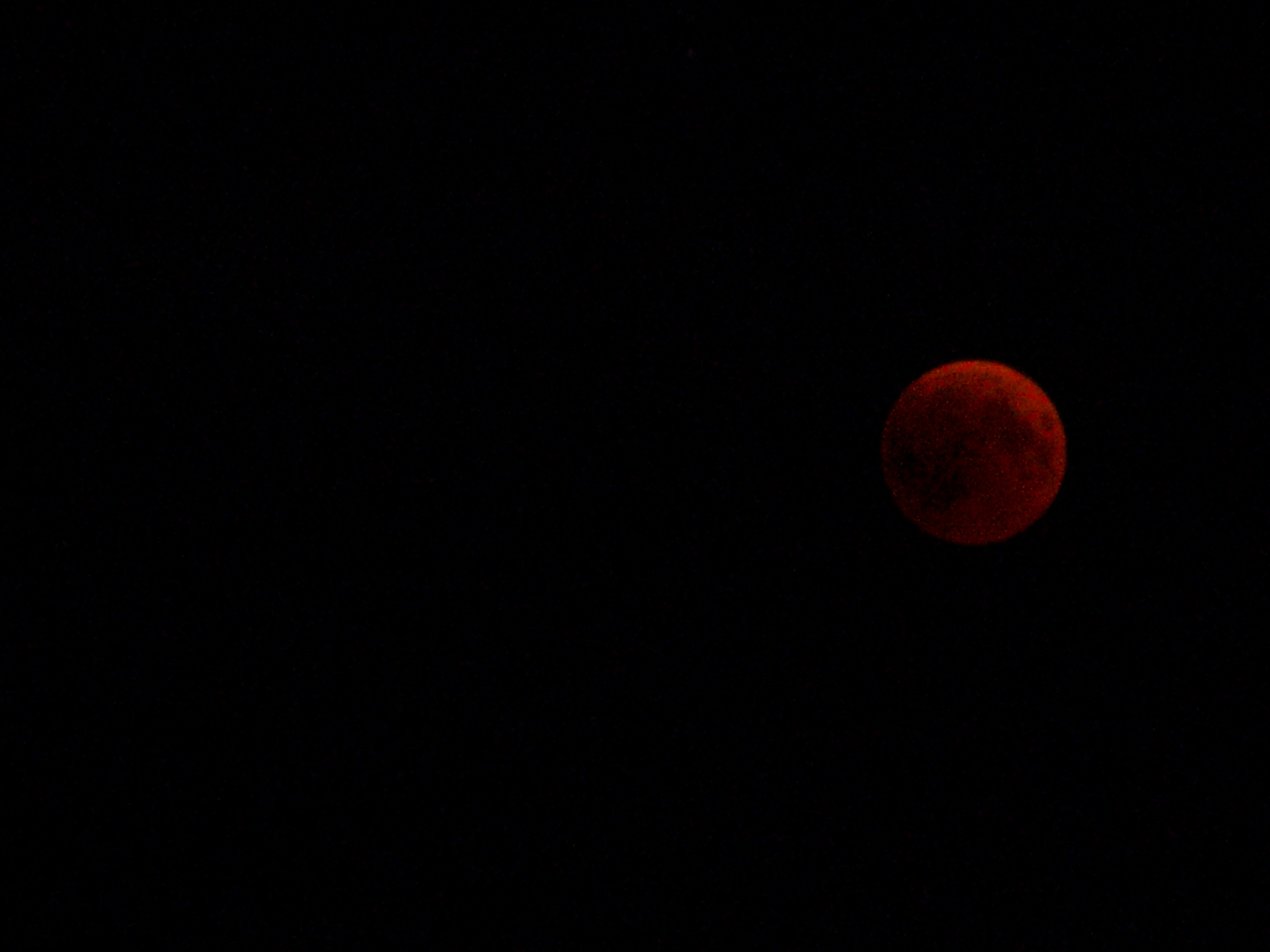
Bączal Górny, Польща, 20:14 UTC
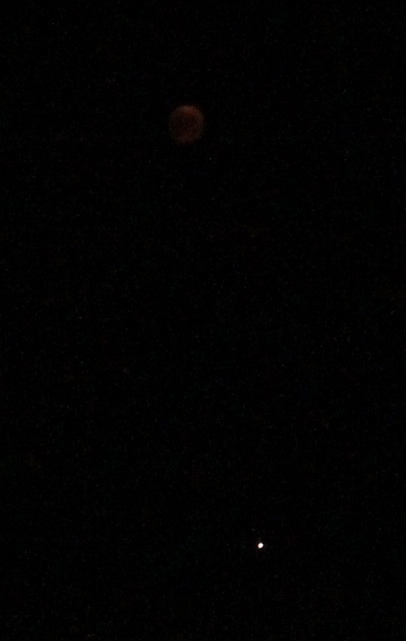
Херсон (Місяць і Марс),  20:44 UTC
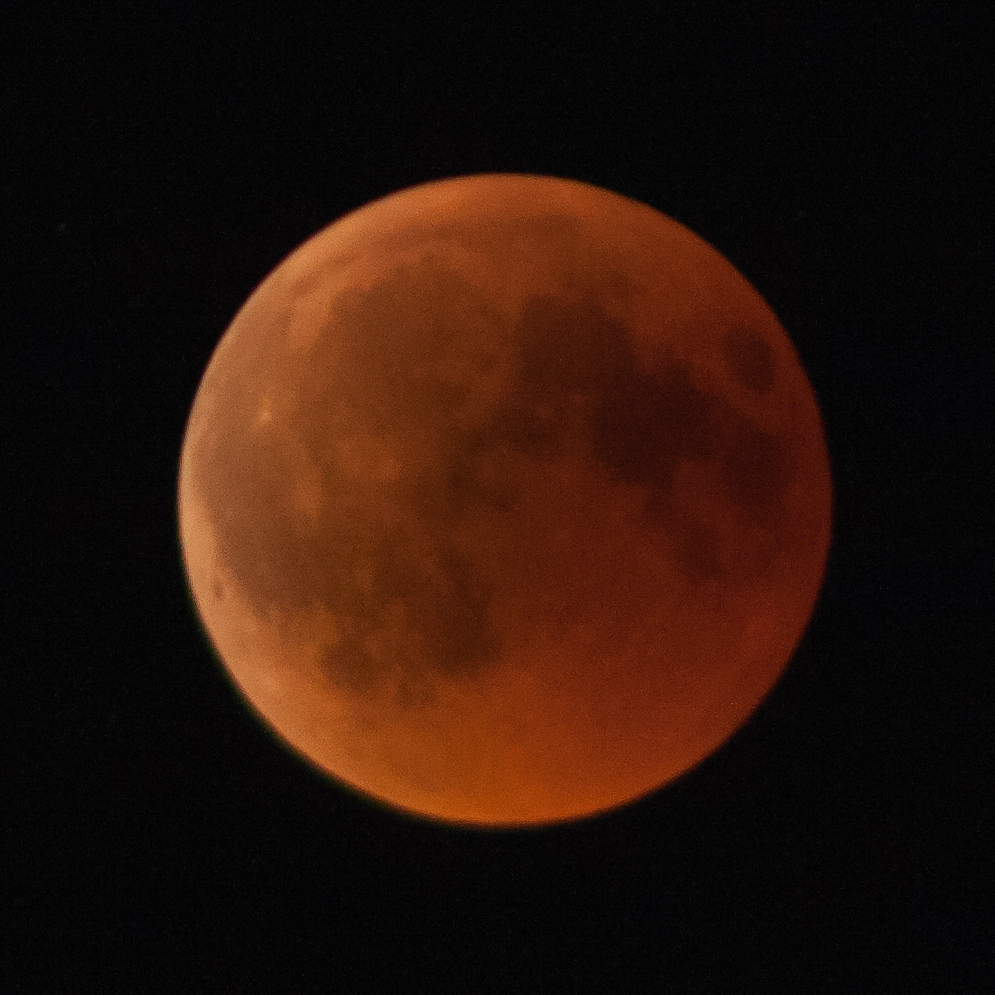
Lonsee, Німеччина 20:53 UTC
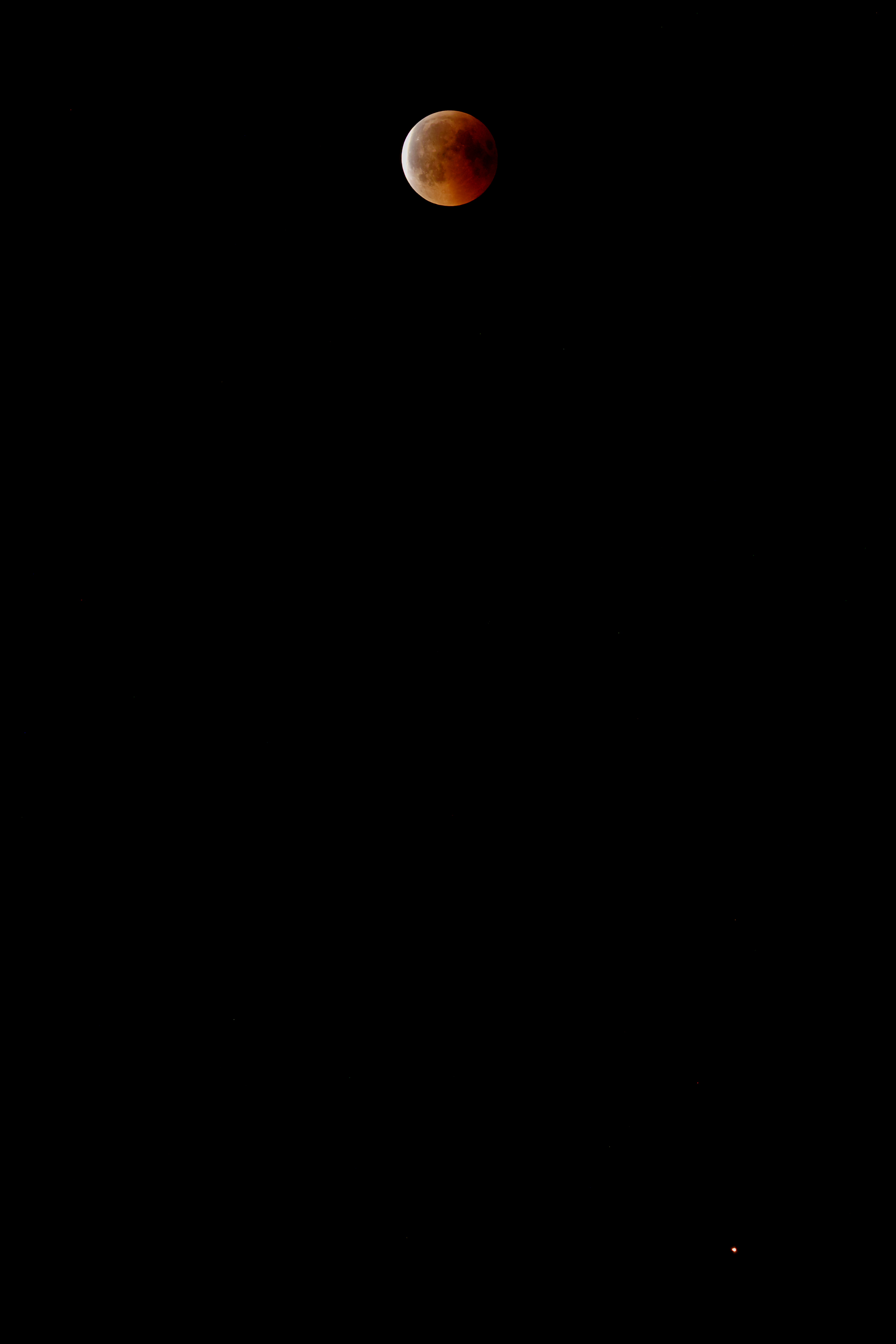
Берлін, Місяць і Марс, 21:18 UTC
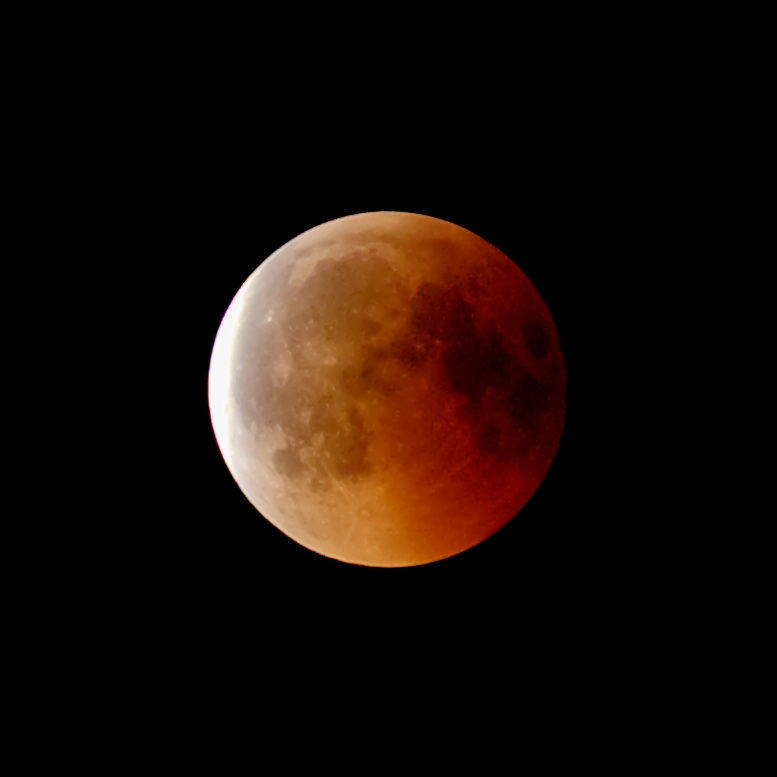
Берлін, 21:18 UTC
Варшава, Польща